# Mikuláš Dzurinda
Mikuláš Dzurinda (n. 1955) é um político eslovaco. Foi o primeiro-ministro do governo da Eslováquia de 30 de outubro de 1998 até 4 de julho de 2006, com uma reeleição em outubro de 2002. Foi o fundador e líder da Coalizão Democrática Eslovaca (em eslovaco Slovenská demokratická koalícia, SDK) e da União Democrática e Cristã Eslovaca (Slovenská demokratická a kresťanská únia, SKDÚ). De fevereiro de 2002 até 2004, seu partido formou um governo de coalizão com o Movimento Democrático Cristão (Kresťanskodemokratické hnutie, KDH), com a Aliança de Novos Cidadãos (Aliancia Nového Občana, ANO) e com o Partido da Coalizão Húngara (em húngaro Magyar Koalíció Pártja, MKP).

## Carreira política
Durante o governo de Vladimír Mečiar, no ano 1997, cinco partidos opositores —o Movimento Democrático Cristão/KDH, o Partido Democrático/DS, a União Democrática/DU, o Partido Social-democrata da Eslováquia/SDSS e o Partido Verde da Eslováquia/SZS— formaram a Coalizão Democrática Eslovaca, SDK. Dzurinda foi nomeado porta-voz da coalizão, e mais tarde, em 4 de julho de 1998, seu secretário geral.
Dzurinda foi nomeado primeiro-ministro da Eslováquia pela primeira vez em outubro de 1998, após ter liderado a coalizão opositora SDK, e depois de disputar o governo a Vladimír Mečiar nas urnas.
Em janeiro de 2000 a coalizão dirigente foi reestruturada, com a criação da União Democrática e Cristã da Eslováquia, SDKU. Nas eleições internas do partido, em março de 2002, Dzurinda foi confirmado como líder, antes das eleições gerais de 2002. Naquelas eleições foi reeleito como primeiro-ministro, formando governo até 2004 com o SMK, o KDH o ANO.
Nas eleições gerais de 2006 a SDKU ficou em segunda posição, com pouco mais de 18% dos votos, atrás do partido Direção Socialdemocracia (Smer - Sociálna Demokracia, SMER). Com a renúncia a formar uma nova coalizão de direita, com o apoio do partido de Vladimír Mečiar, o Movimento por uma Eslováquia Democrática, foi nomeado primeiro-ministro o esquerdista Robert Fico, líder do SMER.
Mikuláš Dzurinda é Membro Honorário da Fundação Internacional Raoul Wallenberg.